# کپی‌لفت

یک c برعکس نشانهٔ کپی‌لفت است.

کپی‌لِفت روشی است برای ارائهٔ آثاری که مشمول حق تکثیر می‌شوند، همانند موسیقی، کتاب، نرم‌افزار و غیره تا به صورت آزاد به‌طوری‌که استفاده‌کنندگان ملزم شوند تمامی نسخه‌های مشتق‌شده یا گسترش‌یافته از آن‌ها را نیز به صورت آزاد منتشر کنند. یکی از روش‌های انتشار آثار، ارائهٔ آن‌ها در مالکیت عمومی است، اما مشکل این روش این است که افراد می‌توانند با تغییرات جزئی یا کلی در اثر، آن را با یک مجوز مالکیتی (انحصاری) بازنشر کنند. برای غلبه بر این مشکل از مجوزهای کپی‌لفت استفاده می‌شود که تضمین می‌کند کاربران بعدی نیز از آزادی‌های تعریف شده بهره‌مند خواهند شد.
کپی‌لفت نوعی بازی با کلمهٔ کپی‌رایت است. در زبان انگلیسی «لِفت» به معنای چپ، متضاد «رایت» در معنیِ «سَمتِ راست» است. کپی‌لفت عملی را توصیف می‌کند که در آن با استفاده از قانون حقّ تکثیر (کپی‌رایت)، تضمین می‌شود که اجازهٔ نسخه‌برداری و ویرایش یک اثر برای همگان محفوظ می‌مانَد و هیچ شخصی اجازه ندارد حق ویرایش و نسخه‌برداری را از دیگر افراد سلب کند. در واقع، کپی‌لفت نوعی استفاده از کپی‌رایت اما در جهت خلاف آن است، یعنی به جای درآوردن اثر به حالت انحصاری، از انحصاری شدن آن جلوگیری می‌کند.
کپی‌لفت را می‌توان به تمامی آثاری که شامل حق تکثیر می‌شوند همانند موسیقی، کتاب، نرم‌افزار و غیره اعمال کرد. کپی‌رایت به پدیدآورندگان آثار اجازه می‌دهد تا حق نسخه‌برداری، ویرایش یا اقتباس کردن از آثارشان را از دیگر افراد سلب کنند. در مقابل، یک پدیدآورندهٔ اثر می‌تواند با استفاده از کپی‌لفت به تمامی افرادی که یک نسخه از اثر را دریافت می‌کنند حق نسخه‌برداری، ویرایش و اقتباس را اعطا کند و با استفاده از قوانین آن تضمین کند که این حق برای دیگر افرادی که نسخه‌ای از آن اثر را دریافت می‌کنند نیز همچنان محفوظ خواهد ماند.

## تاریخچه

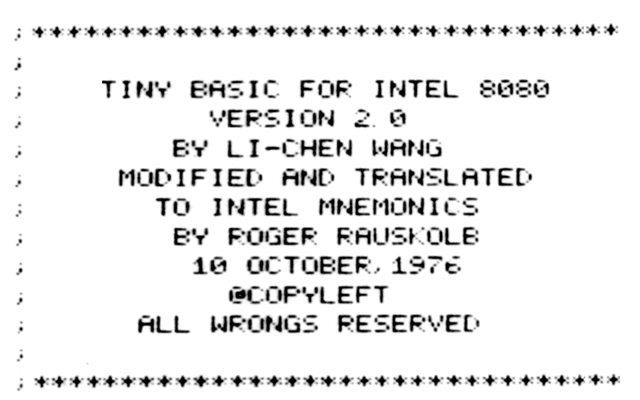
استفاده از عبارت "Copyleft; All Wrongs Reserved" در سال ۱۹۷۶

یکی از نخستین استفاده‌کنندگان از کپی‌لفت، تاینی بیسیک است. این پروژه توسط دنیس آلیسون و در سال ۱۹۷۵ آغاز شد و یک نسخهٔ ساده‌تر از زبان بیسیک بود. این زبان بسیار سبک بوده و حافظه بسیار کمی در حد دو تا سه کیلوبایت مصرف می‌کرد. به زودی این زبان بسیار محبوب شد و کاربران و علاقه‌مندان زیادی از سراسر جهان آن را برای ریزپردازنده‌های مختلف توسعه دادند، چرا که بسیار کوچک و کاملاً مناسب این کار بود.
بعدها مجله Dr. Dobb دلیل موفقیت این برنامه را، در دسترس بودن آن برای همگان دانست. روشی که برای توسعهٔ تاینی بیسیک به کار می‌رفت این‌گونه بود که برنامه‌نویسان با تجربه و حرفه‌ای، طراحی کلی و نحوهٔ پیاده‌سازی این زبان برای سخت‌افزارهای مختلف را مشخص کرده و سپس برنامه‌نویسان دیگر شروع به پیاده‌سازی آن می‌کردند. در آن زمان پیش‌بینی می‌شد که این روش برای توسعهٔ نرم‌افزارهای بسیاری بکار گرفته شود.
در مه ۱۹۷۶ مجلهٔ Dr. Dobb یک مقاله دربارهٔ Palo Alto Tiny BASIC که توسط لی‌چن‌وانگ توسعه یافته بود منتشر کرد. در ابتدای خطوط این برنامه، اعلان عادی شامل نام برنامه، تاریخ و پدیدآورندهٔ آن ذکر شده بود اما شامل خطی غیرعادی بود که نوشته بود «COPYLEFT ALL WRONGS RESERVED» (که دقیقاً معکوس عبارت اعلان کپی‌رایت است)، این اولین استفاده از کپی‌لفت بود.
مثال دیگری از کپی‌لفت مربوط به زمانی است که ریچارد استالمن بر روی مفسر لیسپ کار می‌کرد. شرکت Symbolics از استالمن خواست تا به آن‌ها اجازه دهد از این مفسر استفاده کنند. استالمن پذیرفت. Symbolics بر روی این مفسر کارکرد و عملکرد آن را بهبود بخشید. اما هنگامی که استالمن از آنان درخواست کرد تا نسخهٔ بهبود یافته را در اختیارش قرار دهند، Symbolics امتناع کرد. پس از آن استالمن شروع به مبارزه و ریشه‌کن کردن این نوع رفتار نمود.
از آنجایی که استالمن می‌پنداشت هرگز نمی‌توان قانون کپی‌رایت و چنین رفتارهایی را از بین برد، تصمیم گرفت راهی قانونی برای این کار بیابد.
وی ایده انقلابی خود در ارتباط با مفهومی به نام نرم‌افزار آزاد (Free Software) را در سال ۱۹۸۴ در قالب بیانیه‌ای منتشر کرد که به جنبشی در صنعت نرم‌افزار تبدیل شد. استالمن در بیانیه خود نرم‌افزار آزاد را نرم‌افزاری معرفی کرده بود که حداقل چهار آزادی را برای کاربران فراهم کند:
- آزادی صفر: کاربر باید اجازه داشته باشد نرم‌افزار را به هر منظوری که نیاز دارد اجرا کند.
- آزادی یک: کاربر باید اجازه داشته باشد کد منبع (Source Code) نرم‌افزار را مطالعه کرده و مطابق با نیاز خود تغییر داده یا اصلاح کند، برای این منظور باید کد منبع به نحوی در اختیار کاربر قرار داده شود.
- آزادی دو: کاربر باید اجازه داشته باشد با اهداف تجاری یا غیر تجاری، اقدام به بازنشر نرم‌افزار مورد استفاده خود کند.
- آزادی سه: کاربر باید اجازه داشته باشد با اهداف تجاری یا غیرتجاری، نرم‌افزاری که کدهای منبع آن را تغییر داده یا اصلاح کرده را منتشر کند.[۵]

بدین ترتیب، استالمن پروانه جامع و عمومی ایمکس را پدیدآورد که اولین پروانهٔ کپی‌لفت بود که بعدها به پروانه جامع و عمومی گنو (GNU GPL) تبدیل شد که محبوب‌ترین اجازه‌نامه در دنیای نرم‌افزار آزاد است.

## استفاده از کپی‌لفت
برای اینکه نرم‌افزاری را تحت کپی‌لفت عرضه کنند ابتدا اظهار می‌کنند که این اثر دارای حق نشر (کپی رایت) است، سپس بر پایهٔ قانون حق نشر، برای آن شرایط توزیع را تعیین می‌کنند، به‌طوری‌که همه بتوانند کد برنامه یا مشتقات آن را استفاده کنند، تغییر دهند یا بازنشر کنند، اما تنها به شرط اینکه شرایط توزیع نرم‌افزار همینگونه باقی بماند که در نتیجه جدا کردن کد برنامه از مجوزش به شکل قانونی ناممکن می‌شود.
|                      | آزاد و باز (software must have source code provided) | آزاد و باز (software must have source code provided)                                                             | آزاد و باز (software must have source code provided)   | غیر آزاد                                                                            | غیر آزاد                                               | غیر آزاد                   |
|                      | مالکیت عمومی & equivalents                           | Permissive license                                                                                               | Copyleft (protective license)                          | Noncommercial license                                                               | نرم‌افزار مالکیتی                                       | اسرار تجاری                |
| -------------------- | ---------------------------------------------------- | --- | ------------------------------------------------------ | ----------------------------------------------------------------------------------- | ------------------------------------------------------ | -------------------------- |
| توصیف                | تمام حقوق اهدا شده‌است.                               | تمام حقوق اهدا شده‌است، شامل حق باز نشر تحت پروانهٔ دیگر نیز می‌شود (allows proprietization, license compatibility) | حقوق اهدا شده‌است، اجازه ساختن نرم‌افزار مالکیتی نمی‌دهد. | فقط برای استفادهٔ غیر تجاری تمام حقوق اهدا شده‌است. May be combined with share-alike. | Traditional use of کپی رایت; no rights need be granted | هیچ اطلاعاتی عمومی نمی‌شود. |
| نرم‌افزار             | PD, CC0                                              | BSD, MIT, Apache, MPL                                                                                            | GPL, AGPL                                              | JRL, AFPL                                                                           | proprietary software, بدون پروانهٔ عمومی.               | private, internal software |
| Other creative works | PD, CC0                                              | CC-BY | CC-BY-SA                                               | CC-BY-NC                                                                            | Copyright, بدون پروانهٔ عمومی                           | unpublished                |

کپی‌لفت یک مفهوم عام است و پیاده‌سازی‌های مختلفی از این مفهوم در قالب اجازه‌نامه‌های مختلف پدید آمده‌اند. تعدادی از این اجازه‌نامه‌ها که توسط بنیاد نرم‌افزارهای آزاد منتشر شده‌اند، شامل این موارد است:
- جی‌پی‌ال، اجازه‌نامهٔ جامع و عمومی گنو: این اجازه‌نامه به منظور اعمال کپی‌لفت به نرم‌افزارها و متن آن‌ها پدید آمده‌است و تضمین می‌کند کاربران تمام آزادی‌هایی که در تعریف نرم‌افزار آزاد آمده‌است را داشته باشند و هیچ شخصی نتواند این آزادی‌ها را از آنان بگیرد.[۶]
- ال‌جی‌پی‌ال، اجازه‌نامهٔ کوچکتر جامع و عمومی گنو: این اجازه‌نامه برای اعمال به کتابخانه‌های نرم‌افزاری پدید آمده‌است و به کاربران اجازه می‌دهد کتابخانه‌هایی که تحت قوانین این اجازه‌نامه انتشار یافته‌اند را با نرم‌افزارهای مالکیتی ترکیب کنند.[۷]
- پروانه مستندات آزاد گنو: نرم‌افزار آزاد باید دارای مستندات آزاد نیز باشد. این اجازه‌نامه به کاربران اجازه می‌دهد تا مستندات را ویرایش کرده و مجدداً توزیع کنند؛ و در عین حال تضمین می‌کند آزادیِ ویرایش و توزیع مجدد آن برای دیگران نیز محفوظ بماند.[۸]

کلیهٔ این اجازه‌نامه‌ها به گونه‌ای طراحی شده‌اند که مردم بتوانند به سادگی آن‌ها را در مورد آثار خود به کار بندند، با این فرض که شما دارندهٔ حق کپی‌رایت هستید. برای این‌کار، لزومی به ویرایش اجازه‌نامه نیست. تنها باید یک کپی از آن به اثر اضافه شود و اعلانی به کدها افزوده شود که به اجازه‌نامه اشاره کند.

## صفحات مرتبط
- مجوز مستندات آزاد گنو (GFDL)
- مجوز کریتیو کامنز اسناد-اشتراک‌یکسان (CC-BY-SA)
- ترجمه مجوز کریتیو کامنز